# Calvörde
Calvörde település Németországban, azon belül Szász-Anhalt tartományban. Lakosainak száma 3356 fő (2023. december 31.). Calvörde Gardelegen és Bülstringen községekkel határos.

## Népesség
A település népességének változása:
| Lakosok száma | 3463 | 3429 | 3390 | 3392 | 3356 |
|               | 2017 | 2019 | 2021 | 2022 | 2023 |